# Baltimore Assembly
Baltimore Assembly (полное наименование: Broening Highway General Motors Plant) — завод General Motors в Балтиморе. Открылся в 1935 году для производства автомобилей марки Chevrolet и закрылся 13 мая 2005 года. Это был двухуровневый завод, расположенный в Canton Industrial Center к востоку от Внутренней гавани, к западу от Дандолка и к югу от Брюэрс-Хилла в Балтиморе.
В начале 1942 года производство легковых и грузовых автомобилей было остановлено, так как завод стал выпускать продукцию для военных нужд. Часть завода работала как склад запчастей для военных, а завод Fisher Body стал частью Восточного авиационного подразделения General Motors Corp., где собирались фюзеляжи для палубных самолётов Grumman.
Хотя легковые и грузовые автомобили Chevrolet составляли большую часть продукции завода в Балтиморе, производилась и другая автомобильная продукция. В 1964 году Buick, Chevrolet, Oldsmobile и Pontiac собирались на одной и той же линии легковых автомобилей в Baltimore Assembly. В последующие годы количество выпускаемых автомобильных линий менялось в несколько раз. GMC Truck and Coach Division наладили производство грузовиков в Балтиморе ещё в 1947 году.
В 1984 году правление Baltimore Assembly приняло решение собирать на заводе автомобили Chevrolet Astro и GMC Safari (минивэн). Конкурент Dodge Caravan продавался более крупными объёмами, но грузовые фургоны GM были больше, чем большинство минивэнов, поступавших в то время в производство. Продукция GM заполнила рынок фургонов среднего размера с большим внутренним пространством и очень хорошей грузоподъёмностью. В течение очень длительного периода производства фургоны периодически обновлялись, меняя интерьер и внешний вид. Выпускались как моноприводные (M-фургон), так и полноприводные (L-фургон) модели. Изначально с 1985 по 1989 год на заводе производился малоразмерный фургон, с 1990 по 1994 год фургоны производились с возможностью дополнительного увеличения кузова. Из-за их огромной популярности с 1995 по 2005 год выпускались исключительно удлиненные версии.
Предприятие было закрыто в 2005 году. Всего на заводе в Балтиморе было произведено около 3 200 000 фургонов Astro и Safari. Затем GM продала участок девелоперу Duke Realty, который снёс старый завод и перестраивает его под промышленный парк под названием Chesapeake Commerce Center.